# Wangenbourg
Wangenbourg (Duits:Wangenburg) is een plaats en voormalige gemeente in het Franse departement Bas-Rhin in de regio Grand Est. De plaats maakt deel uit van het arrondissement Molsheim.

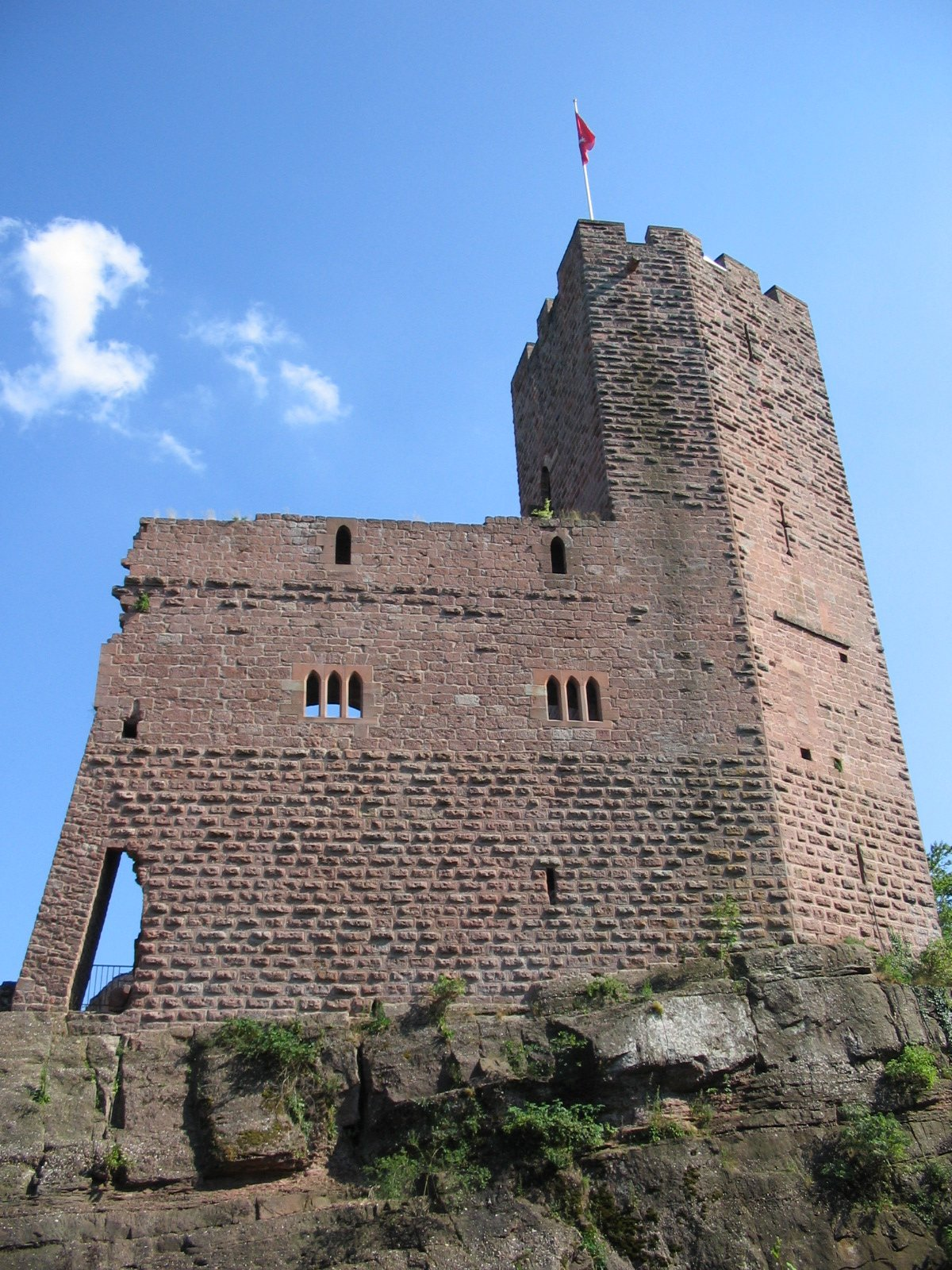
Het kasteel van Wangenbourg

In Wangenbourg bevindt zich de ruïne van het 13e-eeuwse kasteel 'Château de Wangenbourg'.